# Эводо Экого, Татьяна
Глэдис Татьяна Эводо Экого (англ. Gladys Tatiana Ewodo Ekogo; 9 февраля 1997) — камерунская футболистка, нападающая.

## Карьера
Воспитанница футбольной команды публичной школы Мбанкомо. С 2012 года играла на взрослом уровне за «Луве Минпроф». Становилась лучшим бомбардиром и признавалась лучшим игроком Кубка Камеруна.
В 2019 году перешла в российский клуб «Енисей». Дебютный матч в чемпионате России сыграла 11 апреля 2019 года против «Чертаново», проведя на поле все 90 минут. Свой первый гол в российской лиге забила тремя днями спустя, 14 апреля 2019 года, в игре против того же соперника. Всего за сезон приняла участие в 18 матчах чемпионата России и забила 4 гола.
В августе 2020 года подписала контракт с петербургским «Зенитом». В марте 2021 вернулась в «Енисей». В январе 2023 года перешла в московский ЦСКА.
Призывалась в национальную сборную Камеруна. Участница Африканских игр 2015 года, где камерунские футболистки стали серебряными призёрами.